# Mark Walrod Harrington

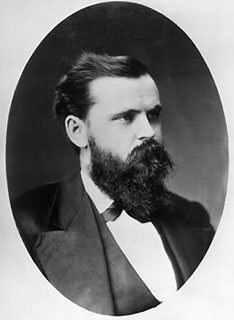
Mark Walrod Harrington

Mark Walrod Harrington (* 18. August 1848 in Sycamore, Illinois; † 10. September 1926 in Morris Plains, New Jersey) war ein US-amerikanischer Astronom und Meteorologe sowie Botaniker. Sein botanisches Autorenkürzel lautet  Harr.
Mark war der Sohn von James Harrington und Charlotte Walrod Harrington. Im Jahr 1878 heiratete er Rose Martha Smith, mit welcher er einen Sohn (Mark Raymond) hatte. Mark Raymond Harrington war ein bekannter Archäologe.
Von 1879 bis 1891 war er Professor der Astronomie und Direktor des Detroit Observatory der University of Michigan in Ann Arbor. In dieser Zeit veröffentlichte er eine astronomische Beobachtung, welche von Johan Ludvig Emil Dreyer als NGC 7040 im New General Catalogue erfasst wurde. Er gründete 1884 das The American Meteorological Journal, von welchem er die ersten sieben Bände herausgab.
Im Jahr 1895 wurde er zum Präsident der University of Washington gewählt, als Nachfolger von Thomas Milton Gatch. Er verblieb in diesem Amt bis 1897.
Er verließ eines Abends 1899 sein Zuhause und blieb etwa 7 Jahre lang verschwunden. Er litt zum Ende seines Lebens an schweren geistigen Störungen. Er erschien dann, nach all den Jahren, in einer Polizeistation und suchte Schutz. Er wurde dann, geistig verwirrt und zuerst unerkannt, in eine Nervenheilanstalt eingeliefert. Er verbrachte dann den Rest seines Lebens, etwa 19 Jahre, in Anstalten, wo er dann auch starb.